# アン・オッテンブライト
アン・オッテンブライト（英: Anne Ottenbrite、1966年5月12日 - ）は、カナダの元競泳選手。
オンタリオ州ボウマンヴィル生まれ。1984年のロサンゼルスオリンピックで200m平泳ぎで金、100m平泳ぎで銀を獲得したほか、4×100mメドレーでもリーマ・アブド、ミッチェル・マクファーソン、パメラ・レイと共に銅メダルを獲得した。南カリフォルニア大学に入学した。